# Гладстон (Північна Дакота)
Гладстон (англ. Gladstone) — місто (англ. city) в США, в окрузі Старк штату Північна Дакота. Населення — 271 особа (2020).

## Географія
Гладстон розташований за координатами 46°51′33″ пн. ш. 102°34′0″ зх. д. / 46.85917° пн. ш. 102.56667° зх. д. (46.859077, -102.566690). За даними Бюро перепису населення США в 2010 році місто мало площу 0,91 км², з яких 0,88 км² — суходіл та 0,02 км² — водойми. В 2017 році площа становила 0,97 км², з яких 0,94 км² — суходіл та 0,02 км² — водойми.

## Демографія
Згідно з переписом 2010 року, у місті мешкало 239 осіб у 99 домогосподарствах у складі 62 родин. Густота населення становила 264 особи/км². Було 113 помешкання (125/км²).
Расовий склад населення:
| - 96,2 % — білих - 0,4 % — азіатів |

До двох чи більше рас належало 2,5 %. Частка іспаномовних становила 1,3 % від усіх жителів.
За віковим діапазоном населення розподілялося таким чином: 23,4 % — особи молодші 18 років, 62,4 % — особи у віці 18—64 років, 14,2 % — особи у віці 65 років та старші. Медіана віку мешканця становила 43,4 року. На 100 осіб жіночої статі у місті припадало 111,5 чоловіків; на 100 жінок у віці від 18 років та старших — 125,9 чоловіків також старших 18 років.
Середній дохід на одне домашнє господарство становив 66 978 доларів США (медіана — 62 250), а середній дохід на одну сім'ю — 69 539 доларів (медіана — 63 750). За межею бідності перебувало 12,8 % осіб, у тому числі 16,9 % дітей у віці до 18 років та 9,5 % осіб у віці 65 років та старших.
Цивільне працевлаштоване населення становило 189 осіб. Основні галузі зайнятості: роздрібна торгівля — 22,8 %, будівництво — 19,6 %, сільське господарство, лісництво, риболовля — 12,7 %, виробництво — 10,1 %.